# Bloemencorso Bollenstreek

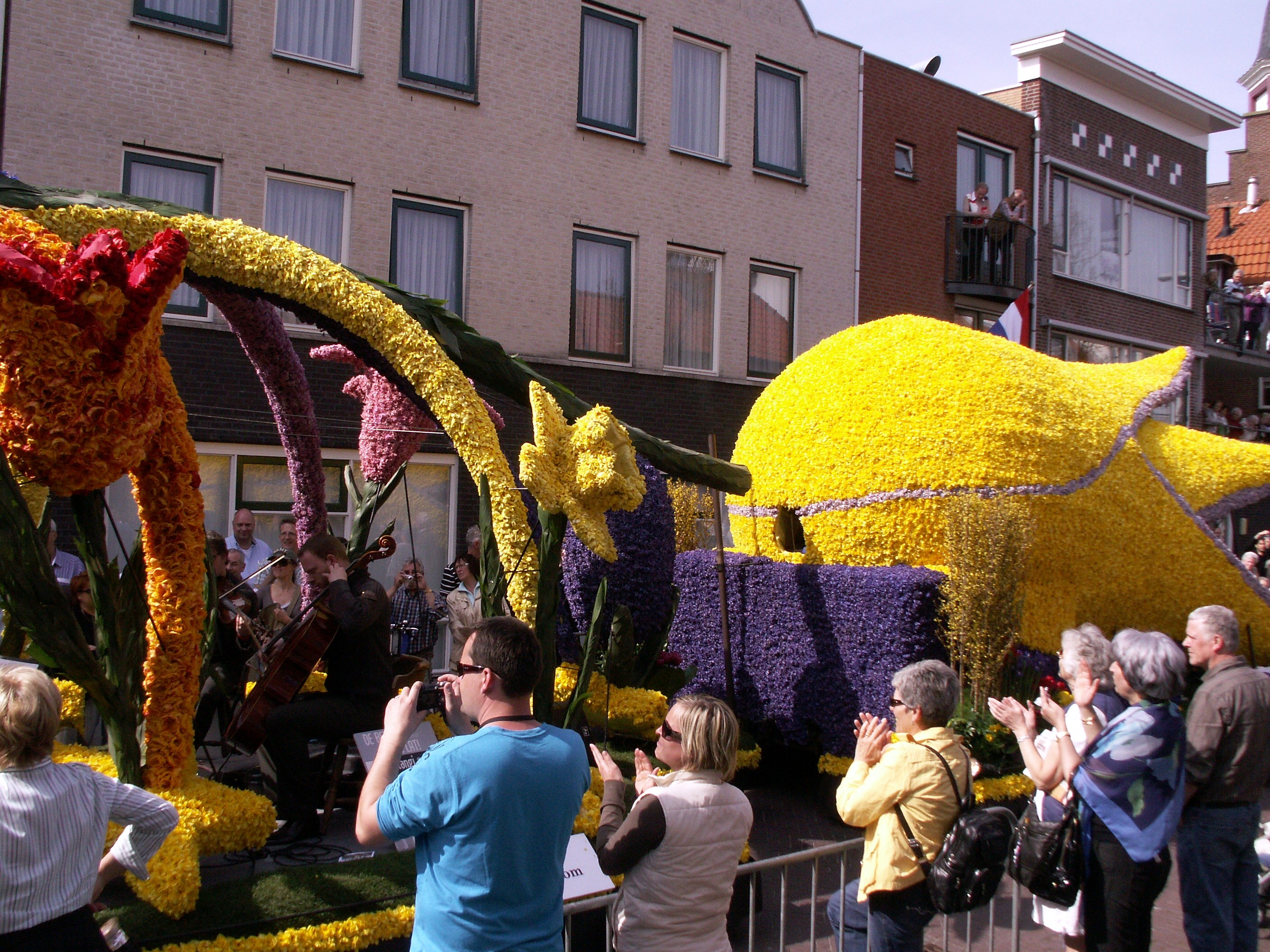
Het corso in 2010

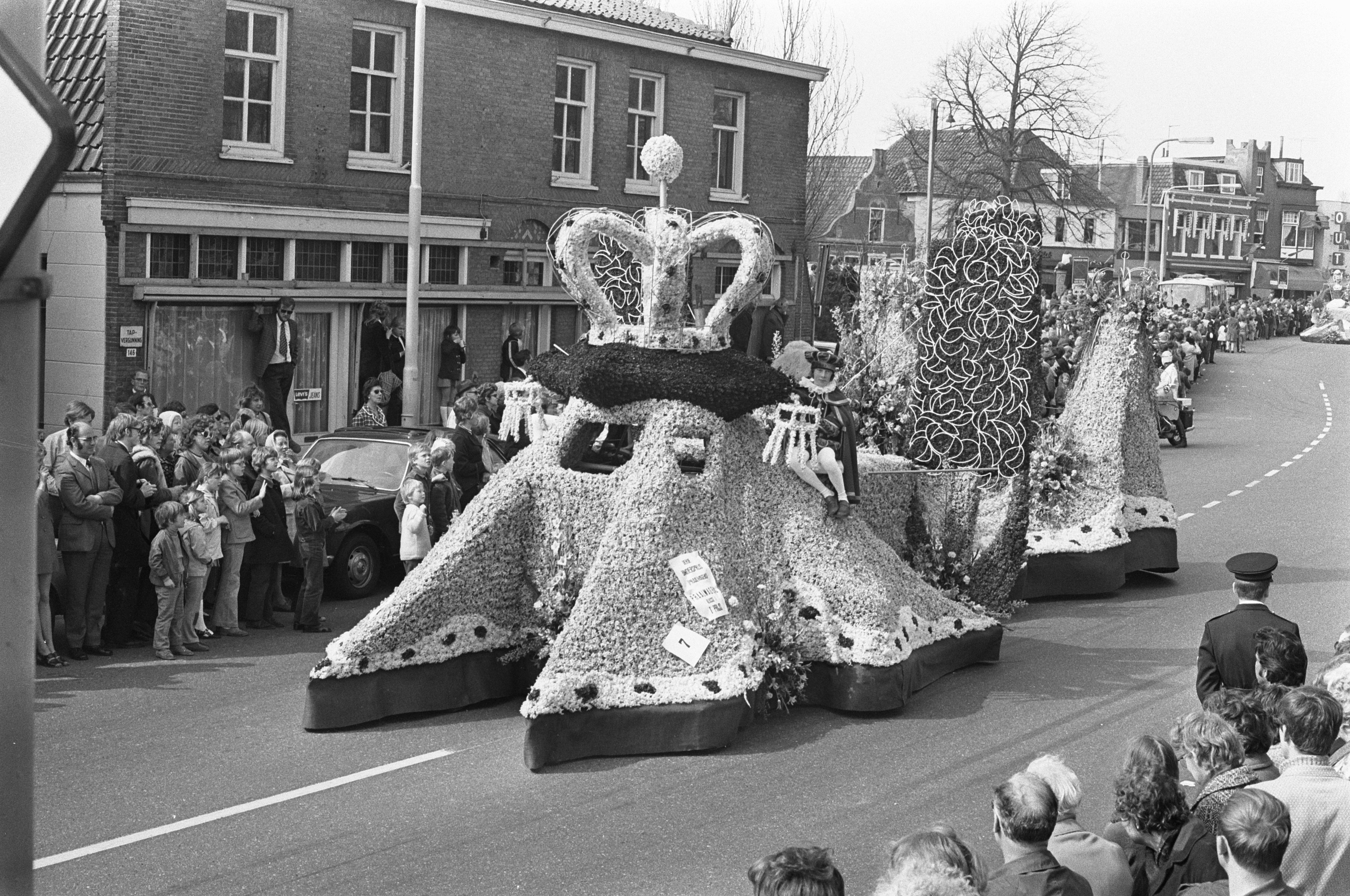
Het corso in 1972

Bloemencorso Bollenstreek is een bloemencorso in de Nederlandse Bollenstreek. Voor de aankleding wordt gebruik gemaakt van de daar in het voorjaar ruimschoots aanwezige bolbloemen zoals hyacinten, tulpen en narcissen.
Jaarlijks rijdt het corso op de eerste zaterdag na 19 april een 40 km lange tocht van Noordwijk naar Haarlem. De route loopt van Noordwijk via Voorhout, Sassenheim, Lisse, Hillegom, Bennebroek, Heemstede. De optocht eindigt in Haarlem, waar de praalwagens nog een dag te bezichtigen zijn. Op vrijdagavond voorafgaand aan corsozaterdag rijdt het corso  verlicht door Noordwijkerhout.
De optocht bestaat uit ongeveer twintig praalwagens en meer dan dertig met bloemen versierde automobielen. De stoet wordt op zijn tocht door de Bollenstreek begeleid door muziekkorpsen.

## Geschiedenis
Het eerste bloemencorso in de Bollenstreek werd in 1947 georganiseerd door de amarylliskweker Willem Warmenhoven uit Hillegom, die een walvis had gebouwd op zijn vrachtwagentje. Het corso groeide snel en ondervond in de jaren 1950 samen met de voorjaarsbloemententoonstelling Keukenhof steeds meer nationale en internationale belangstelling.

## Corso-ontwerpers
Een halve eeuw lang waren vader en zoon Jos en Kees van Driel verantwoordelijk voor de corso-ontwerpen. Na het jaar 2000 kwam het ontwerp in wisselende handen. Van 2012 tot 2016 was Wilma Mesman artdirector; vanaf 2017 is dat Esther Noordermeer.